# Обобщаващо оценяване
Обобщаващо оценяване (ОО, на английски: Summative assessment) е процес, при който в даден момент от времето знанията на обучаемите се проверяват (и оценяват).
Обобщаващото оценяване (ОО) е свързано с оценяване на обучението и резюмиране развитието на обучаемите в даден момент. След известен период на работа, те полагат тест, който преподавателят може да провери и оцени. Този тест обобщава постигнатите резултати до момента. Може да се използва и за диагностично оценяване, за да се открият недостатъците.
ОО се извършва периодично, за да може да се провери какво знаят и какво не знаят обучаемите на даден етап. Обикновено се прави с цел да се постави оценка.
Следват няколко примера на такова оценяване:
- оценяване през определен интервал от време;
- тестове в края на даден модул или раздел;
- изпити в края на семестър;
- различни домашни задания;
- тестове без предупреждение в клас.

ОО може да се разглежда като средство за измерване доколко обучаемите са усвоили образователните стандарти. Информацията, получена от провеждането му, може да се използва, за да се постави оценка на обучаемия или да помогне на преподавателя да прецени ефективността от учебните програми, да разработи нов учебен план, да насочи обучаемите към специализирани програми, да се подобрят целите, поставени от училището или да се набележат нови.
Поради причината, че ОО се извършва периодично (на всеки две седмици, веднъж в месеца или в годината), то осигурява информация за нивото на усвояване на учебния материал от обучаемите, така че преподавателят да има възможност да се намеси и да направи адекватни промени по време на процеса на обучение.
Заедно с данните от текущото оценяване, ОО се използва за:
- описание на това какво знаят, могат и оценяват обучаемите;
- оценяване развитието на обучаемите, свързано с конкретните цели на урок, дейност, раздел или програма;
- оценяване развитието на обучаемите, в съответствие с учебната програма и образователните стандарти.

При избора на такъв вид оценяване трябва да се обърне внимание и на ефекта, който предизвиква върху мотивацията на учащите:
- след провеждане на ОО по-слабо напредващите обучаеми имат по-ниска преценка за собствените си възможности, отколкото останалите;
- многократните практически тестове затвърждават по-ниската самооценка на възможностите при по-слабо напредващите учащи;
- тестовете мотивират някои обучаеми;
- тестове, имащи по-голяма тежест при крайното оценяване, предизвикват безпокойство в учащите.